# Notia Nisyros Kai Strongyli, Ifaistiako Pedio Kai Paraktia Thalassia Zoni
Notia Nisyros Kai Strongyli, Ifaistiako Pedio Kai Paraktia Thalassia Zoni este o arie protejată (arie specială de conservare — SAC, sit de importanță comunitară — SCI) din Grecia întinsă pe o suprafață de 17.844,27 ha, integral pe uscat.

## Localizare
Centrul sitului Notia Nisyros Kai Strongyli, Ifaistiako Pedio Kai Paraktia Thalassia Zoni este situat la coordonatele 36°34′27″N 27°10′43″E / 36.574159°N 27.178489°E.

## Înființare
Situl Notia Nisyros Kai Strongyli, Ifaistiako Pedio Kai Paraktia Thalassia Zoni a fost declarat sit de importanță comunitară în aprilie 1997 pentru a proteja 2 specii de animale. Situl a fost protejat și ca arie specială de conservare în martie 2011.

## Biodiversitate
Situată în ecoregiunile marină mediteraneană și mediteraneană, aria protejată conține 16 habitate naturale: Bancuri de nisip acoperite în permanență slab de apă marină, Straturi cu Posidonia (Posidonion oceanicae), Structuri submarine provocate de scurgeri de gaze, Vegetație anuală la limita mareei, Dune mobile cu vegetație embrionară, Dune mobile de-a lungul țărmului cu Ammophila arenaria („dune albe”), Dune cu vegetație ierboasă Malcolmietalia, Dune cu tufărișuri sclerofile Cisto-Lavenduletalia, Iazuri temporare mediteraneene, Sarcopoterium spinosum phryganas, Pseudostepă cu ierburi și specii anuale de Thero-Brachypodietea, Pante stâncoase silicioase cu vegetație casmofită, Câmpuri de lavă și excavații naturale, Galerii și tufărișuri riverane sudice (Nerio-Tamaricetea și Securinegion tinctoriae), Păduri de Olea și Ceratonia, Păduri de Quercus macrolepis.
La baza desemnării sitului se află mai multe specii protejate:
- nevertebrate (1): Euplagia quadripunctaria
- reptile (1): Chelonia mydas

Pe lângă speciile protejate, pe teritoriul sitului au mai fost identificate 6 specii de plante, 1 specie de nevertebrate.